# Quebrada Totoral
La Quebrada Totoral es un curso de agua intermitente de la Provincia de Huasco en la Región de Atacama, ubicado al norte del río Huasco, al norte de la Quebrada Carrizal. El agua subterránea extraída se usa solo para abastecimiento de agua potable.: 22 
No confundir con el río Totoral.

## Trayecto

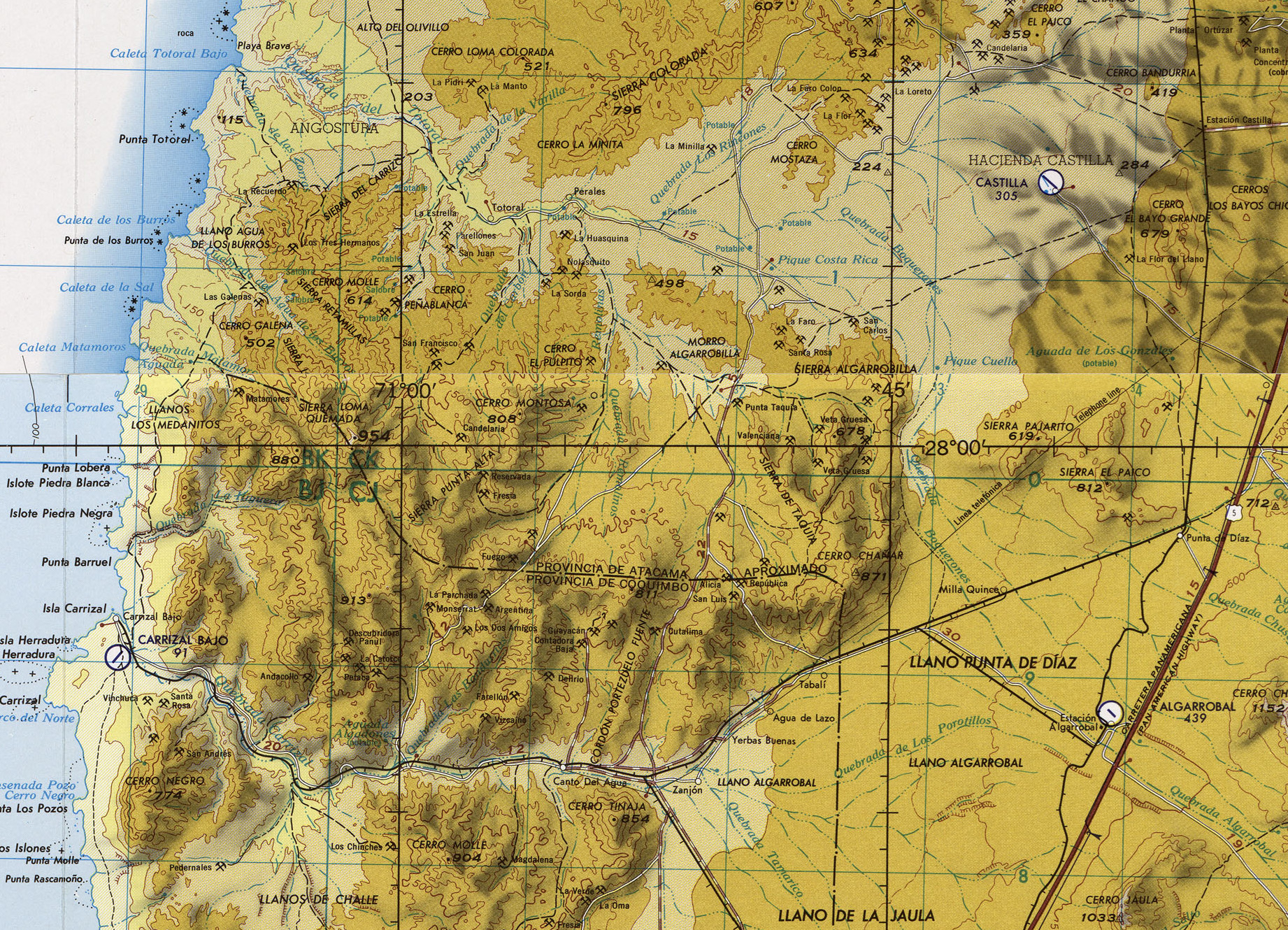
La quebrada de Algarrobal, ya a medio camino, aparece en el extremo inferior derecho, cruza un plano intermedio entre la cordillera de los Andes y de la Costa, se bifurca al toque con esta última en la austral quebrada de Carrizal y la boreal quebrada de Totoral.

## Historia
Luis Risopatrón lo describe en su Diccionario Jeográfico de Chile: 894 
Totoral (Quebrada del). 27° 53' 71° 00' Tiene 5 548 km2 de hoya hidrográfica, es profunda, presenta barrancas de ripio de distinto tamaño encima de las areniscas conchíferas i estensas i pastosas vegas eme llegan hasta el caserío del mismo nombre; en ciertas Ocasiones las aguas abundan lo bastante para aprovecharlas en cultivos de hortalizas i las sobrantes se detienen en la costa de la caleta de Totoral Bajo, donde forman lagunillas i pantanos. 67, p. 43; 98, ii, p. 474; i iii, p. 124 i 140; 99, p. 20 i 88; 156; i 161, i, p. 4; i del Pique Noria en 130.

## Población, economía y ecología
En su desembocadura se encuentra el humedal costero de Totoral, un santuario de la naturaleza.